# Leggende meranesi
Leggende meranesi è composto da più di settanta leggende raccolte da Paolo Valente tra le fonti prevalentemente ottocentesche di racconti orali della zona di Merano. In particolare si tratta delle raccolte di Ignaz Vinzenz Zingerle (Merano 1825, Innsbruck 1892), di Johann Nepomuk von Alpenburg, nato in Alta Austria (Grünburg 1806, Innsbruck 1873), e del brissinese Johann Adolf Heyl (Bressanone 1849, Innsbruck 1927).
Le Leggende meranesi sono “storie di confine” che narrano di stregoni e fattucchiere, di monaci e santi, di spiriti e fantasmi, nani, giganti e orchetti. Parlano di città sparite nel nulla, di popoli che si incontrano, entrano in relazione, si fondono l'uno nell'altro.
Il volume è edito dalle edizioni Alphabeta Verlag, Merano 2014.